# Jean-François Bohnert
Pour les articles homonymes, voir Bohnert.
Jean-François Bohnert, né le 27 mars 1961 à Strasbourg, est un magistrat français, procureur de la République financier depuis le 7 octobre 2019.

## Carrière judiciaire
Il rejoint l'Ecole Nationale de la magistrature en janvier 1985. 
Du 15/12/86 au 14/10/93 , il est substitut du procureur de la République au tribunal de Grande instance de Strasbourg .
Du 15/10/93 à aout 98, il est détaché comme juge d´instruction au Tribunal aux Armées des Forces Françaises Stationnées en Allemagne (Landau puis Baden-Baden) 
Le 19 août 1998, il est nommé juge au TGI de Nanterre ; néanmoins, il ne rendra aucun jugement dans ce tribunal puisque, dès le 9 septembre 1998 il est nommé magistrat de liaison auprès du ministère de la justice de la République fédérale d'Allemagne.
Du 13/3/03 au 30/8/07, il est représentant adjoint de la France auprès de l’Unité de coopération judiciaire EUROJUST à La Haye (aux côtés de MM. de BAYNAST et FALLETTI) 
Par décret du 17 décembre 2010, il est nommé avocat général près la cour d'appel de Bourges.
Par décret du 21 novembre 2012, il est nommé procureur de la République près le TGI de Rouen.
Par décret du 24 décembre 2015, il est nommé procureur général près la cour d'appel de Reims.
Début 2019, son profil est sur la liste des candidats au poste de procureur général du nouveau Parquet européen. Il était le candidat préféré du Conseil de l'union européenne, mais ce sera finalement la roumaine Laura Codruta Kövesi qui sera retenue pour le poste,.
Il est nommé procureur de la République financier le 7 octobre 2019.
En février 2020, Le Parisien révèle une affaire de harcèlement perpétré par un vice-procureur du parquet national financier. Jean-François Bohnert est mis au courant des faits le 7 novembre 2019 par une fonctionnaire du parquet, prend connaissance des faits auprès de la principale victime et alerte Catherine Champrenault, procureure générale de la cour d'appel de Paris. Cela mène à une enquête disciplinaire et la saisine du Conseil supérieur de la magistrature par le ministère de la Justice. Cependant, en août 2020, Mediapart révèle que Jean-François Bohnert avait initialement simplement « remonté les bretelles » du magistrat concerné, sans faire remonter l'affaire. Ce n'est qu'après que la victime lui exprime sa surprise par rapport à cette décision le 29 novembre 2019 et que Mediapart manifeste son intérêt pour l'affaire le lendemain qu'il ne décide de mettre au courant la procureure générale de Paris le 9 décembre 2019.
Jean-François Bohnert souhaite remplacer les fonctionnaires nommés par les ministres en renfort de ses équipes par des magistrats de carrière. Il propose en août 2020 de remplacer la fonctionnaire du parquet national financier qui lui avait signalé l'affaire de harcèlement en novembre 2019. Il affirme que cette décision est « étrangère » à l'affaire. Le ministère de la Justice assure en août 2020 qu'il ne procédera à « aucune nomination de magistrat » tant que la fonctionnaire, « qui est toujours en poste, n’aura pas bénéficié elle-même d’une nouvelle affectation ».

## Décorations
- Chevalier de la Légion d'honneur
- Chevalier de l'ordre national du Mérite

Le 15 novembre 2004, Jean-François Bohnert est nommé au grade de chevalier de l'ordre national du Mérite, au titre d' « adjoint du représentant français à Eurojust ; 20 ans de services civils et militaires ». Il est reçu dans l'ordre à une date inconnue.
Le 30 décembre 2017, il est nommé au grade de chevalier de l'ordre national de la Légion d'honneur, en tant que « procureur général près la cour d'appel de Reims ; 31 ans de services ». Il est reçu dans l'ordre à une date inconnue.